# Julie Laurberg
Julie Laurberg, nata Julie Rasmine Marie Laurberg (Grenaa, 7 settembre 1856 – Ordrup, 29 giugno 1925) è stata una fotografa e regista danese.

## Biografia
Figlia del procuratore Peter Adam Severin (1819-59) e di Johanne Jørgine Schou (1824-1907), già in età giovanile si avvicinò alla fotografia frequentando, come allieva, lo studio del fotografo ritrattista Leopold Hartmann. In seguitò, approfondì le proprie conoscenze all'estero a Parigi e viaggiando in Italia. Nel 1895 aprì il suo primo studio fotografico a Copenaghen, quindi decise di aprirne un altro, associandosi con colei che era sta la sua prima allieva: Franziska Gad (1873-1921). Il nuovo studio, aperto nel 1907, si fregiava del nome Julie Laurberg & Gad ed in breve tempo accrebbe la sua reputazione tanto da ricevere lo status di studio fotografico della corte reale.
Il lavoro dello studio non si limitò alla sola ritrattistica, che pure fu predominante, ma si occupò anche della fotografia di architettura, tra cui va ricordato il Palazzo di Amalienborg, in cui hanno vissuto diversi componenti della famiglia reale. Alla fine degli anni Dieci del Nocecento fu incaricata di fotografare lo stato dei castelli danesi.
Una delle attività in cui Laurberg si distinse fu nei diritti delle donne. Fece parte della Società delle donne danesi (Dansk Kvindesamfund) e, nel 1920, assieme ad altre, fondò l'Associazione per le abitazioni delle donne (Kvindernes Boligselskab). Inoltre, fin dai suoi primi passi, ha sostenuto le donne che volessero intraprendere il lavoro di fotografe o impiegarsi presso studi fotografici tanto che all'epoca stava diventando una professione popolare per le donne nei paesi nordici. Infatti, gli assistenti che lavorarono nella sua attività e nei suoi studi furono quasi tutte donne. Come la fotografa Mary Steen, ha fatto i ritratti di molte delle pioniere del primo movimento femminile. Queste immagini sono conservate presso la Biblioteca di Stato.
In questo senso è rilevante notare che lo studio Julie Laurberg & Gad, considerato famoso nel primo ventennio del XX secolo perché non destinato soltanto al ritratto, alle architetture e alla corte reale, documento' il movimento per l’emancipazione femminile che avrà il suo culmine nella Costituzione danese del 1915 con la quale venne concesso il voto alle donne. Il 5 giugno 1915 a Copenaghen circa 12 000 donne si riversarono in marcia verso il Palazzo di Amalienborg con l'intento di esprimere la loro riconoscenza al re Cristiano X. Le due fotografe furono tra loro, fotografarono e girarono un film muto di 6 minuti dell'evento dal titolo: The Costitution 1915 (titolo originale: Grundlovsdagen, Den 5. Juni 1915).